# 拉什維爾 (密蘇里州)
拉什維爾（英語：Rushville）是位於美國密蘇里州布坎南縣的村。

## 人口
根據2020年美國人口普查的數據，拉什維爾的面積為0.51平方千米，皆為陸地。當地共有人口225人，而人口密度為每平方千米441人。